# Рольф Стеффенбурґ
Рольф Стеффенбурґ (швед. Rolf Steffenburg, 14 березня 1886 — 18 березня 1982) — шведський яхтсмен.
Олімпійський чемпіон 1920 року в класі шхерний крейсер 30м².